# Liste der Kulturdenkmäler in Hünhan
Die folgende Liste enthält die in der Denkmaltopographie ausgewiesenen Kulturdenkmäler auf dem Gebiet des Ortsteils Hünhan der Gemeinde Burghaun, Landkreis Fulda, Hessen.
Hinweis: Die Reihenfolge der Denkmäler in dieser Liste orientiert sich an der Anschrift, alternativ ist sie auch nach der Bezeichnung, der vom Landesamt für Denkmalpflege vergebenen Nummer oder der Bauzeit sortierbar.
Kulturdenkmäler werden fortlaufend im Denkmalverzeichnis des Landes Hessen durch das Landesamt für Denkmalpflege Hessen auf Basis des Hessischen Denkmalschutzgesetzes (HDSchG) geführt. Die Schutzwürdigkeit eines Kulturdenkmals hängt nicht von der Eintragung in das Denkmalverzeichnis des Landes Hessen oder der Veröffentlichung in der Denkmaltopographie ab.

Das Vorhandensein oder Fehlen eines Objekts in dieser Liste ist keine rechtsverbindliche Auskunft darüber, ob es Kulturdenkmal ist oder nicht: Diese Liste entspricht möglicherweise nicht dem aktuellen Stand der offiziellen Denkmaltopographie. Diese ist für Hessen in den entsprechenden Bänden der Denkmaltopographie Bundesrepublik Deutschland und im Internet unter DenkXweb – Kulturdenkmäler in Hessen einsehbar. Auch diese Quellen sind, obwohl sie durch das Landesamt für Denkmalpflege Hessen aktualisiert werden, nicht immer aktuell, da es im Denkmalbestand immer wieder Änderungen gibt.
Eine verbindliche Auskunft erteilt allein das Landesamt für Denkmalpflege Hessen.
Nutze diese Kartenansicht, um Koordinaten in der Liste zu setzen. In dieser Kartenansicht sind Kulturdenkmale ohne Koordinaten mit einem roten bzw. orangen Marker dargestellt und können in der Karte gesetzt werden. Kulturdenkmale ohne Bild sind mit einem blauen bzw. roten Marker gekennzeichnet, Kulturdenkmale mit Bild mit einem grünen bzw. orangen Marker.
| Bild                                    | Bezeichnung                    | Lage                                                                        | Beschreibung | Bauzeit                                                         | Objekt-Nr. |
| --------------------------------------- | ------------------------------ | --------------------------------------------------------------------------- | --- | --------------------------------------------------------------- | ---------- |
| Bild gesucht BW                         | Bildstock                      | Am grünen Weg LageFlur: 4, Flurstück: 55/1                                  | | Um 1850                                                         | 37187 DDB  |
| Bild gesucht BW                         | Wegekreuz                      | Am Sand LageFlur: 3, Flurstück: 62                                          | | Um 1900                                                         | 37779 DDB  |
| Bild gesucht BW                         | Bildstock bei Nummer 15        | Augustin-Soll-Straße LageFlur: 5, Flurstück: 117                            | | 1847 nach Inschrift im Postament                                | 37112 DDB  |
| Direkt Bild zu diesem Denkmal hochladen | Wegekreuz                      | Außerhalb der Ortslage, an der L 3171 (Gemarkungsgrenze zu Hünfeld-Roßbach) | Steinkruzifix                                                                                                   | 1873, bezeichnet.                                               | 642022 DDB |
| Bild gesucht BW                         | Wegekreuz                      | Bundesstraße 27 LageFlur: 4, Flurstück: 1/5                                 | Steinkruzifix                                                                                                   | 1861                                                            | 37780 DDB  |
| Bild gesucht BW                         | Wegkapelle                     | Goldstraße LageFlur: 1, Flurstück: 78/1                                     | | 1923, Vorgängerbau um 1767.                                     | 37105 DDB  |
| Bild gesucht BW                         | Fachwerkhaus                   | Goldstraße 12 LageFlur: 2, Flurstück: 17                                    | | Vermutlich 19. Jahrhundert, Erweiterung Anfang 20. Jahrhundert. | 37104 DDB  |
| Bild gesucht BW                         | Gasthaus, ehemalige Dorfschule | Kirchweg 2 LageFlur: 2, Flurstück: 29                                       | Ehemalige Dorfschule erbaut 1849. Schule bis 1966 und seither als Gaststätte und Dorfgemeinschaftshaus genutzt. | 1849                                                            | 37106 DDB  |
| Bild gesucht BW                         | Katholische Kirche St. Andreas | Kirchweg 10 LageFlur: 2, Flurstück: 31                                      | | 1888 nach Plänen des Architekten A. Güldenpfennig, Paderborn.   | 37107 DDB  |
| Bild gesucht BW                         | Bildstock                      | Krautwiesen LageFlur: 1, Flurstück: 62/2                                    | | 1695                                                            | 37113 DDB  |
| Bild gesucht BW                         | Streckhof                      | Sargenzeller Straße 10 LageFlur: 2, Flurstück: 65/1                         | | Um 1850                                                         | 37108 DDB  |
| Bild gesucht BW                         | Turbinengebäude                | Wendelinusstraße 3 LageFlur: 2, Flurstück: 54/1                             | | 1910                                                            | 37109 DDB  |
| Bild gesucht BW                         | Fachwerkhaus                   | Wendelinusstraße 10 LageFlur: 2, Flurstück: 10/3                            | | Entstehung noch im 17. Jahrhundert.                             | 37110 DDB  |
| Bild gesucht BW                         | Wohnwirtschaftshaus            | Wendelinusstraße 19 LageFlur: 2, Flurstück: 69                              | | Um 1900                                                         | 37111 DDB  |